# الأرشيف العثماني
الأرشيف العثماني هو مجموعة المصادر التاريخية التي تعود إلى العهد العثماني. وهي تضم وثائق تهم 39 بلدا مختلفا من بينها 19 بلدا في منطقة الشرق الأوسط، و11 بلدًا في البلقان، وثلاث بلدان في القوقاز، وبلدين في وسط آسيا، وقبرص بالإضافة إلى تركيا ذاتها بطبيعة الحال. من أهم دور الأرشيف العثماني أرشيف مجلس رئاسة الوزراء في قصر يلدز إستانبول، تحت اشراف مركز الأبحاث للتاريخ والفنون والثقافة الإسلامية.

## التعريف بالأرشيف العثماني
اصطلح الباحثون المهتمون بدور الأرشيف والوثائق العثمانية الموجودة بتركيا على إطلاق مصطلح الأرشيف العثماني على أرشيف رئاسة الوزراء الموجود بحي السلطان أحمد في مدينة إستانبول. أما غيره من دور الأرشيف التركية فتذكر مركبة، بإضافة المقر الذي تحفظ فيه الوثائق المتعلقة بالدولة العثمانية. مثل أرشيف طوب قابي، الذي يقصد به الوثائق المحفوظة بمتحف طوب قابي الواقع في مدينة إستانبول؛ وأرشيف البحرية الذي يشكل قسماً من المتحف البحري الذي يضم عددًا كبيرًا من الوثائق الخاصة بالبحرية العثمانية، ويقع في مدينة إستانبول كذلك. وأرشيف الخارجية الذي يضم وثائق مهمة عن التاريخ العثماني وعلاقاته الخارجية، وإن كانت الوثائق التي يحويها لا تصل إلى مستوى الأرشيفين السابقين من حيث كمية الوثائق. وهو أيضاً يقع في إستانبول.
أما الأرشيف العثماني التابع لرئاسة مجلس الوزراء فهو الأرشيف العالمي الذي يتناول تاريخ الدولة العثمانية من نشأتها عام 699هـ (1299م) إلى سقوطها عام 1342هـ (1924م). ويعد ثالث أكبر أرشيف في العالم من حيث كمية الوثائق التي يضمها، وقد تم تصنيف 35 % فقط من مجموع وثائقه التي تبلغ مئة وخمسين مليون وثيقة. وهذه الوثائق التي تتناول مختلف مناحي الحياة الثقافية والسياسية والاقتصادية والصحية والاجتماعية، تعد مصدرًا تاريخيًا مهمًا، لا مندوحة للباحثين في تاريخ الدولة العثمانية عن الرجوع إليه، والاستفادة من مقتنياته.
إضافة إلى كمية الوثائق التي يحويها الأرشيف العثماني وتنوعها، من حيث تعلقها بتاريخ البلاد التي دخلت تحت حوزتها، فإن الاهتمام الذي يوليه إيَّاه الباحثون من مختلف أنحاء العالم، لدليل واضح على أهميته، والدور المهم الذي يضطلع به في توفير المادة العلمية للحقبة التي يدرسها أولئك الباحثون.
وعلى الرُغم من الأهمية البالغة للأرشيف العثماني، والوثائق التي يحويها في الفترة الممتدة أربعة قرون - على أقل تقدير - من تاريخ البلاد العربية في الحكم العثماني، فقد كانت تلك الأهمية غائبة عن أنظار كثير من الباحثين الذين يبحثون في تاريخ البلاد العربية المعاصر، كما أن علاقة هذا الأرشيف بدور الأرشيف العربية كانت غائبة عن أنظار مسؤوليها أنفسهم، وكذلك عن أنظار الباحثين بشكل عام.

## أنواع تصانيف الأرشيف العثماني
لقد تم تصنيف وثائق الأرشيف العثماني على ثلاثة أقسام:

### القسم الأول
تصنيف الدفاتر ويقصد بالدفاتر السجلات المتسلسلة التي دونت فيها القرارات المتخذة في الدولة العثمانية بدائرتي الديوان والمالية، للموضوعات التي صدر بشأنها قرار. وأقدمها في الأرشيف العثماني يعود إلى عام 835هـ/1432م وهي الدفاتر الخاصة بالأراضي والتمليكات.
تنقسم دفاتر الأرشيف العثماني إلى أنواع كثيرة. منها:
- دفاتر الديوان الهمايوني، التي تقع أيضاً على أنواع. منها: دفاتر المهمة، ودفاتر الأحكام، ودفاتر الشكاوى، ودفاتر الدول الأجنبية، ودفاتر الجماعات الأقلية من غير المسلمين، ودفاتر أذون السفن، ودفاتر النفي والقصاص، ودفاتر التحرير.. إلخ.
- دفاتر المالية المعروفة بالباب الدفتري، التي تنقسم إلى ستة وثلاثين نوعاً. منها: دفاتر حسابات الأناضول، ودفاتر العساكر المنصورة، ودفاتر روزنامجه الذي كان يتولَّى الحسابات اليومية والأعمال الجارية في الباب الدفتري، ودفاتر الجزية، ودفاتر حسابات الحرمين الشريفين، ودفاتر الأوقاف، ودفاتر المعادن، ودفاتر التشريفات، ودفاتر الانكشارية.. إلخ.
- دفاتر الباب العالي التي تتفرع إلى: دفاتر دائرة الصدارة، بمختلف أنواعها، ودفاتر أوراق الباب العالي التي تحوي كثيراً من الموضوعات الخاصة بالجزيرة العربية، ودفاتر الدوائر الأخرى التابعة للباب العالي.
- دفاتر قصر يلدز بقسميها: دفاتر المعروضات، ودفاتر تصنيف يلدز.
- دفاتر النظارات (الوزارات) والولايات والمفتشيات العامة والدوائر الحكومية الكبيرة. مثل: دفاتر نظارة الداخلية، ودفاتر نظارة الخارجية، ودفاتر نظارة الصحة، ودفاتر نظارة المعارف، ودفاتر الولايات..إلخ، ويبلغ عدد تلك الدفاتر بمجموع أنواعها ثلاثمائة ألف دفتر.

### القسم الثاني
تصانيف وثائق الأرشيف العثماني، وهي على ستة أنواع رئيسة:
1. وثائق الديوان الهمايوني والباب الآصفي.
2. وثائق الباب الدفتري (المالية).
3. وثائق الباب العالي.
4. وثائق قصر يلدز.
5. وثائق النظارات والولايات والمفتشيات العامة والدوائر الحكومية الكبيرة.
6. وثائق التصانيف الأخرى. وهي: تصنيف علي أميري، وتصنيف ابن الأمين، وتصنيف المعلم جودت، وتصنيف الخط الهمايوني، وتصنيف الفرمانات المذهبة، وتصنيف المعاهدات.

والتصانيف الفرعية لتلك الأنواع الرئيسة، التي تتعلق بتاريخ الجزيرة العربية هي بشكل عام: الإرادة الخصوصية، الإرادة الداخلية، الإرادة العسكرية، الإرادة – مجلس مخصوص، الإرادة – المسائل المهمة، أوراق يلدز الأساس، التصنيف الملفي للإرادات، جودت – الداخلية، الخارجية، الخطوط الهمايونية، الداخلية - الاتصالات العامة، الداخلية – سياسي، الداخلية – شفرة، الداخلية – قلم مخصوص، شورى الدولة، الصدارة – قلم المكتوبي، العينيَّات، غرفة الباب العالي، مجلس والا [أي المجلس العالي، وهو مجلس شورى]، المعاهدات، مقاطعة الحرمين، يلدز – خصوصي معروضات، يلدز – رسمي معروضات.. إلخ.

### القسم الثالث
أوعية المعلومات الأخرى في الأرشيف العثماني، وهي:
1. الخرائط.
2. المخططات.
3. ألبومات الصور، وهي على ثلاثة أقسام:
* الصور المحفوظة ضمن فهارس أوراق مفتشية الروملي المتفرقة.
*الصور المحفوظة ضمن أوراق الصدر الأعظم كامل باشا في أوراق يلدز الأساس.
*الصور المحفوظة في دفاتر تصنيف يلدز.
4. المقتنيات الأخرى التي حصل عليها الأرشيف من الأفراد.

## وصلات خارجية
- موقع الأرشيف العثماني.